# Mireia Martí i Bernaus
Mireia Martí Bernaus (Barcelona, 1973) és una nedadora catalana, ja retirada.
Membre del Club Natació Barcelona, va especialitzar-se en les proves d'esquena. Va ser tres vegades campiona de Catalunya en 200 m esquena i també va batre el record català de la mateixa distància. Als Campionats d'Espanya va aconseguir la medalla de bronze en 200 m esquena.

## Palmarès
- 2 Campionat de Catalunya d'estiu en 200 m esquena: 1989, 1990
- 1 Campionat de Catalunya d'hivern en 200 m esquena: 1989